# Bradano
A Bradano egy dél-olaszországi folyó Puglia és Basilicata régiók határán. A Lukániai-Appenninekben ered a Monte Caruso (1239 m) lejtőin. A Tarantói-öbölbe torkollik Bernalda község területén. Acerenza mellett vizét felduzzasztották kialakítva az Acerenzai-tavat. Matera mellett egy másik, a San Giuliano gyűjtőtó található. Legfontosabb mellékfolyói a Basentello, Lagnone és Bilioso.